# Група Світового банку
Група Світового банку — група з п'яти міжнародних організацій, що надає позики, як правило, бідним країнам. Банк було засновано 27 грудня 1945. Складається з п'яти установ:
- Міжнародний банк реконструкції та розвитку (МБРР(створений в 1945))
- Міжнародна асоціація розвитку (МАР, 1960)
- Міжнародна фінансова корпорація (МФК, 1956)
- Багатостороння агенція з гарантій інвестицій (БАГІ, 1988)
- Міжнародний центр з урегулювання інвестиційних спорів (МЦУІС, 1966)

Термін «Світовий банк» в цілому належить до МБРР і МАР, в той час, як група Світового банку використовується для позначення усіх п'яти установ колективно.
З 2004 року група Світового банку щорічно публікує Звіт «Ведення бізнесу» (англ. Doing Business Report), в якій досліджуються регуляторні правила, що підвищують чи обмежують ділову активність.
Загальна мета банку полягає в скороченні бідності в усьому світі шляхом зміцнення економіки бідних країн. Його метою є підвищення рівня життя населення, відповідно до Цілей розвитку тисячоліття, шляхом сприяння економічному зростанню і розвитку. Банк орієнтує свою кредитну діяльність і діяльність з нарощування потенціалу, які базуються на двох основних принципах: створення клімату для інвестицій, робочих місць та сталого економічного зростання, та інвестування в бідних людей, що дає їм можливість брати участь в процесі розвитку. До Світового банку входить 184 країн-членів, які складають Ради керівників. Основні операції при невеликій групі, Рада виконавчих директорів, делегуються президентом банку, який діє як голова ради директорів. Банк має штат приблизно 10 000 співробітників.
У 2003 році група Світового Банку надала $18,5 млрд для операцій у понад 100 країнах, що розвиваються. Серед його основних публікацій є щорічна Доповідь про світовий розвиток.
За 2024 рік борг України перед групою Світового банку збільшився на 65 %, до $22,6 млрд, — про це свідчать дані Міністерства фінансів України. Частка групи Світового банку у загальному обсязі держборгу сягнула 14 %, а роль серед зовнішніх кредиторів становить 19 %. Таким чином, станом на початок 2025 року, зазначена група стала другим за розміром зовнішнім кредитором України.
Голова: Девід Малпасс (США).
Штаб-квартира: 1818 H Street NW, Washington, D.C. 20433, USA.